# Pacific Theatres
Pacific Theatres était une chaîne de cinéma américaine dans la région métropolitaine de Los Angeles en Californie. Pacific Theatres appartenait à la Decurion Corporation, qui possédait et exploitait également ArcLight Cinemas .

## Historique
La famille Forman fonde la chaîne de cinéma Pacific Drive-In Theatres en 1946[réf. nécessaire]. En 1947, la California Drive-In Theatres et la société associée Pacific Drive-In Theatres obtiennent une licence de la part de Park-In Theater basée à Camden dans le New Jersey qui détient les brevets sur le format ciné-parc. Le 29 mai 1947, la société Pacific Drive-In Theatres, affiliée à la California Drive-In Theatres, achète un terrain de 15 acres (60 703 m2) sur Roscoe Boulevard pour 60 000 USD et prévoit la construction d'un ciné-parc de 800 places pour un budget entre 200 000 et 250 000 USD.
Le 10 septembre 1947, la société qui exploite quatre ciné-parcs dans sud de la Californie, construit un cinquième à l'angle de Vermont Avenue et la 182e Rue à Los Angeles et prévoit un sixième sur Cherry Avenue à Long Beach pour un budget de 250 000 USD. Le ciné-parc de Cheery Avenue possède les mêmes caractéristiques que celui de Roscoe Boulevard. Les autres établissements sont le San-Val Drive-In Theatre à Burbank, l’Olympic Drive-In Theatre à West Los Angeles, l’Orange Drive-In Theatre près de Santa Ana et le Drive-In Theatre on Highway 98 entre Redlands et San Bernardino. L'établissement de Vermont Avenue, lui aussi de 15 acres (60 703 m2) et 250 000 USD, possède un écran de 45x60 pieds (13,7x18,2 m) et est inauguré le 23 octobre 1947 en présence du président de la société C. A. Caballero avec la diffusion de Le Fiancé de ma fiancée et Angoisse dans la nuit. La société ouvre un autre ciné-parc avec les mêmes caractéristiques (superficie, écran, coût) à Reseda en décembre 1948 et en prévoit deux autres un sur Gage Avenue près d'Huntington Park et un autre sur Century Boulevard à Inglewood. La salle de Reseda est gérée par Pacific Drive-In mais détenue par Canoga Park Theater.
En février 1949, Pacific Drive-In conclut un accord avec la société Guttman-Mann Circuit de Minneapolis pour la gestion de deux nouvelles salles, l'une sur Gaffey Boulevard à San Pedro et l'autre à Compton.
Le 15 janvier 1959, la société obtient un permis pour construire un ciné-parc à Santa Fe Springs, les travaux sont estimés à 70 500 USD.
Le 16 mars 1959, Sol Lesser vend sa participation dans Pacific Drive-In Theatre ainsi que 60 salles de cinéma dans le but de financer la production de films.
Le 13 avril 1960, Pacific Drive-In Theatre ouvre un ciné-parc de 1 500 places à Canoga Park avec le film Le Dernier Rivage (1959). Le 16 avril 1960, la presse révèle une anecdote sur le ciné-parc de Long Beach à côté duquel un hôpital s'est agrandi et les patients logés dans la nouvelle aile de six étages pouvaient regarder les films mais sans le son, mais la société a installé avec l'aide de la compagnie du téléphone des haut-parleurs dans des salles de pause.
Le 2 octobre 1960, Pacific Drive-In Theatre annonce la création d'une division développement au sein de sa filiale bien immobilier.
En 2007, Reading International Inc achète 15 cinémas de la chaîne Pacific en Californie et à Hawaï, et le 22 février 2008, les renomment Reading Cinemas  à l'exception des cinémas hawaïens, qui sont restés sous la bannière Consolidated Theatres. Les cinémas restants de la chaîne Pacific sont situés uniquement dans la grande région de Los Angeles, Orange County et San Diego .

### 2020-2021: chute à cause de la COVID-19

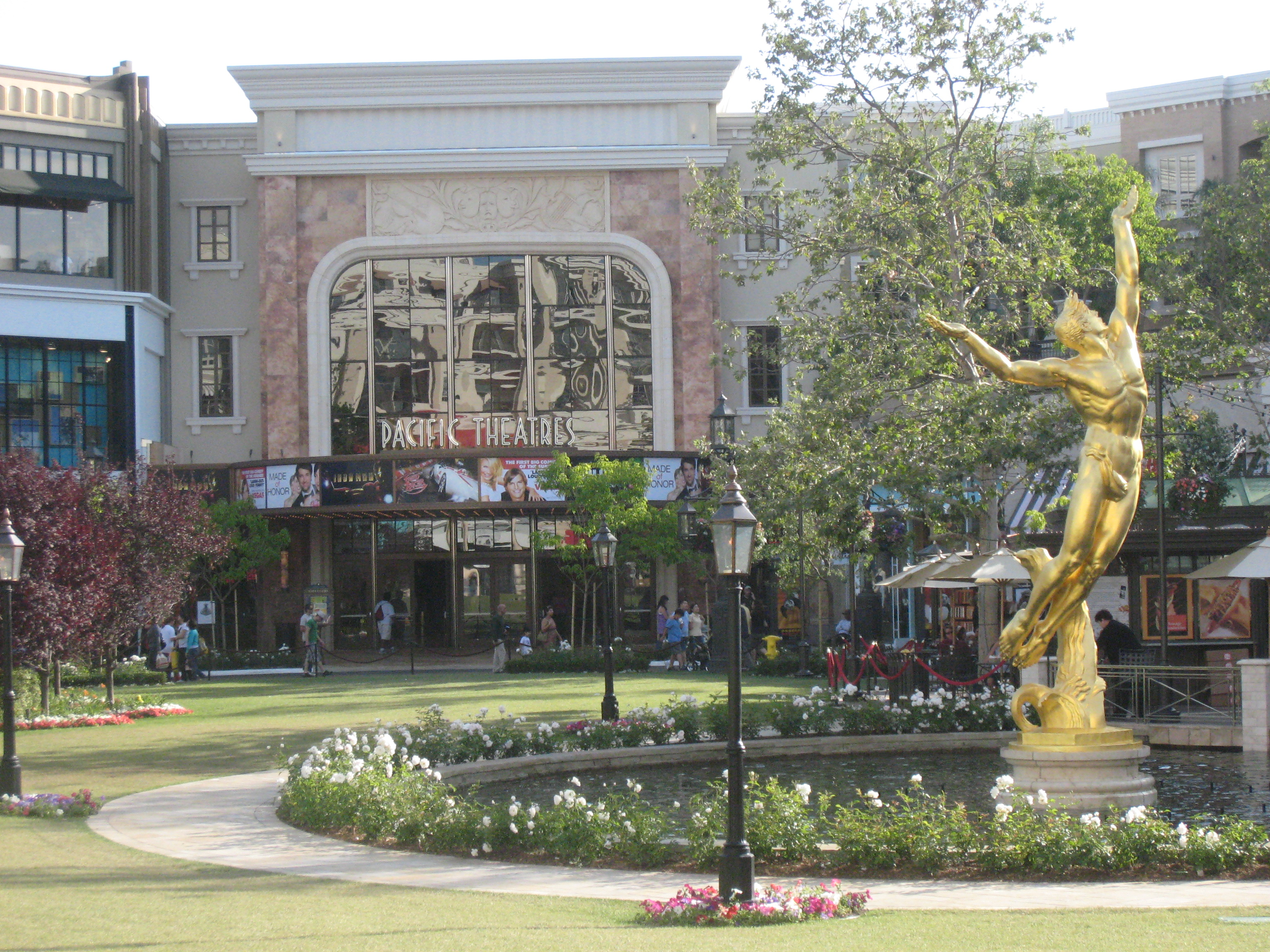
Pacific Theatres au centre commercial Americana at Brand à Glendale, Californie

Le 17 mars 2020, Pacific Theatres ferme tous ses cinémas, y compris ArcLight Cinemas, pour se conformer aux mandats de santé publique COVID-19. En mars 2021, lorsque les restrictions COVID-19 ont été assouplies dans le comté de Los Angeles pour permettre la réouverture des cinémas, tous les emplacements Pacific Theatres et ArcLight Cinemas sont notamment restés fermés. Le 12 avril 2021, Pacific Theatres a annoncé qu'elle cesserait définitivement ses activités, déclarant que "ce n'était pas le résultat que tout le monde voulait, mais malgré un effort énorme qui a épuisé toutes les options potentielles, la société n'a pas de voie à suivre viable".
En avril 2021, Pacific Theatres annonce qu'ils ne rouvriraient aucun de leurs théâtres après avoir été fermés depuis mars 2020 en raison de la pandémie de COVID-19 et déclare au Los Angeles Times qu'« après avoir fermé nos portes plus qu'il y a un an, nous devons aujourd'hui partager la nouvelle difficile et triste que Pacific ne rouvrira pas ses emplacements ArcLight Cinemas et Pacific Theatres » . "Ce n'était pas le résultat que tout le monde voulait, mais malgré un effort énorme qui a épuisé toutes les options potentielles, l'entreprise n'a pas de voie à suivre viable". Le 18 juin 2021, Pacific Theatres a déposé le bilan du chapitre 7,. Le 19 juillet 2021, AMC Theatres annonce qu'ils acquerraient les baux de l'Americana at Brand au centre-ville de Glendale et de The Grove à l'ouest de la 3e rue à Los Angeles, et qu'ils rouvriraient en août dans le cadre de la chaîne AMC. La société n'a pas exclu d'acquérir les baux d'autres emplacements de Pacific Theatres.

## Organisation
La société possédait quelque 300 écrans de cinéma en Californie et était active dans le développement immobilier par l'intermédiaire de sa filiale Robertson Properties Group, créée à l'origine pour réaménager l'ancien Pacific Drive dans les théâtres. Aujourd'hui, Robertson Properties acquiert et développe des commerces de détail, des bureaux et des logements dans tout le nord-ouest du Pacifique. Les développements comprenaient des théâtres à The Grove at Farmers Market à Los Angeles, et l' ArcLight Hollywood et le Cinerama Dome historique voisin à Hollywood.
Pacific exploitait également le seul ciné-parc restant dans le Comté de Los Angeles en 2013, le Vineland Drive-In, situé dans la région de La Puente. Elle exploite également une entreprise de marchés aux puces sur bon nombre de ses anciens sites de drive-in, bien que bon nombre de ces sites aient été rasés au milieu des années 2000 en raison de l'augmentation des prix de l'immobilier. Pacific Theatre était également propriétaire du théâtre Valley 6 à Auburn, dans l'État de Washington, qui était le dernier drive de la chaîne United Theatre que Pacific dirigeait dans le nord-ouest à partir des années 1950. Ils ont fermé le Valley Drive à la fin de la saison 2012, le terrain devrait être développé par Robertson Properties. Les 20 autres drive-ins, dans le nord-ouest, qui appartenaient à United Theatre ont été réaménagés par Robertson Properties dans les années 1980 et au début des années 1990.
Pacific a également été l'un des premiers cinémas à avoir des écrans Samsung Onyx.

## Quelques salles célèbres
- Pantages Theatre (1965-1977) à Hollywood, vendu à la Nederlander Organization
- Hollywood Pacific Theatre (1968-1994), fermé pour des raisons structurelles
- Crest Theatre (1985-2003)
- El Capitan Theatre (1987-2021)